# Cervidae
I cervidi (Cervidae Goldfuss, 1820) sono una famiglia di mammiferi artiodattili, molti dei quali sono noti con il nome comune di cervo.

## Distribuzione
L'area naturale dei cervidi comprende quasi tutta l'Europa (l'intera Europa settentrionale e orientale ma anche gran parte dell'Europa meridionale e occidentale), tutta l'Asia (dall'Indonesia alla Siberia e dalla Turchia alla penisola dei Ciukci), più ambedue le Americhe. In Africa invece i cervidi si sono estinti.
In Oceania i cervidi erano assenti prima dell'introduzione da parte dell'uomo. Oggi sono molto presenti in Australia (sei specie introdotte a partire dal XIX secolo) quanto in Nuova Zelanda. In Italia sono presenti in particolare il cervo europeo, insieme con il cervo sardo, il daino e il capriolo.

## Caratteri fisici
Particolarità dei cervidi è di essere dotati di palchi, strutture ossee a rinnovo annuale (raramente in alcune specie si possono registrare più cambi in un anno) analoghe e non omologhe alle "corna" propriamente dette. Nella renna, i palchi sono presenti in entrambi i sessi, nelle altre specie normalmente ciò non avviene;
In alcune specie inoltre i palchi sono assenti (come nel cervo d'acqua cinese Hydropotes inermis).
Il loro naso è generalmente di colore nero, con delle piccole fessurine laterali, di forma simile a quello di una capra. I cervidi sono gli ultimi grandi ruminanti selvaggi delle regioni temperate. Ne esistono 43 specie ripartite in 17 generi.

## Biologia

### Dieta
Il cervo, rigorosamente erbivoro, ha una discreta capacità di adattamento e cambia la propria dieta a seconda delle stagioni e della disponibilità di cibo. In autunno e in inverno si ciba di frutti selvatici, bacche ed erba secca e, quando questi cominciano a scarseggiare, di corteccia di alberi. In primavera ed estate si nutre invece di varie specie foraggere, di gemme e frutti selvatici.

### Riproduzione
La stagione riproduttiva avviene tra il primo e il secondo anno di vita per i maschi, mentre per le femmine a partire dal terzo anno di vita. La gestazione dura da 226 a 236 giorni e di norma viene partorito un solo piccolo, raramente due o tre. Le nascite si concentrano nei mesi di maggio-giugno.

## Evoluzione
L'origine della famiglia dei cervidi risale all'Oligocene, circa 25 milioni di anni fa. In quel periodo erano numerose le famiglie di piccoli ruminanti primitivi che vivevano in Europa, Asia e Nordamerica. Tra queste, le famiglie dei moschidi (Moschidae) e dei paleomericidi (Palaeomerycidae) sembrerebbero quelle più strettamente imparentate con i cervi.

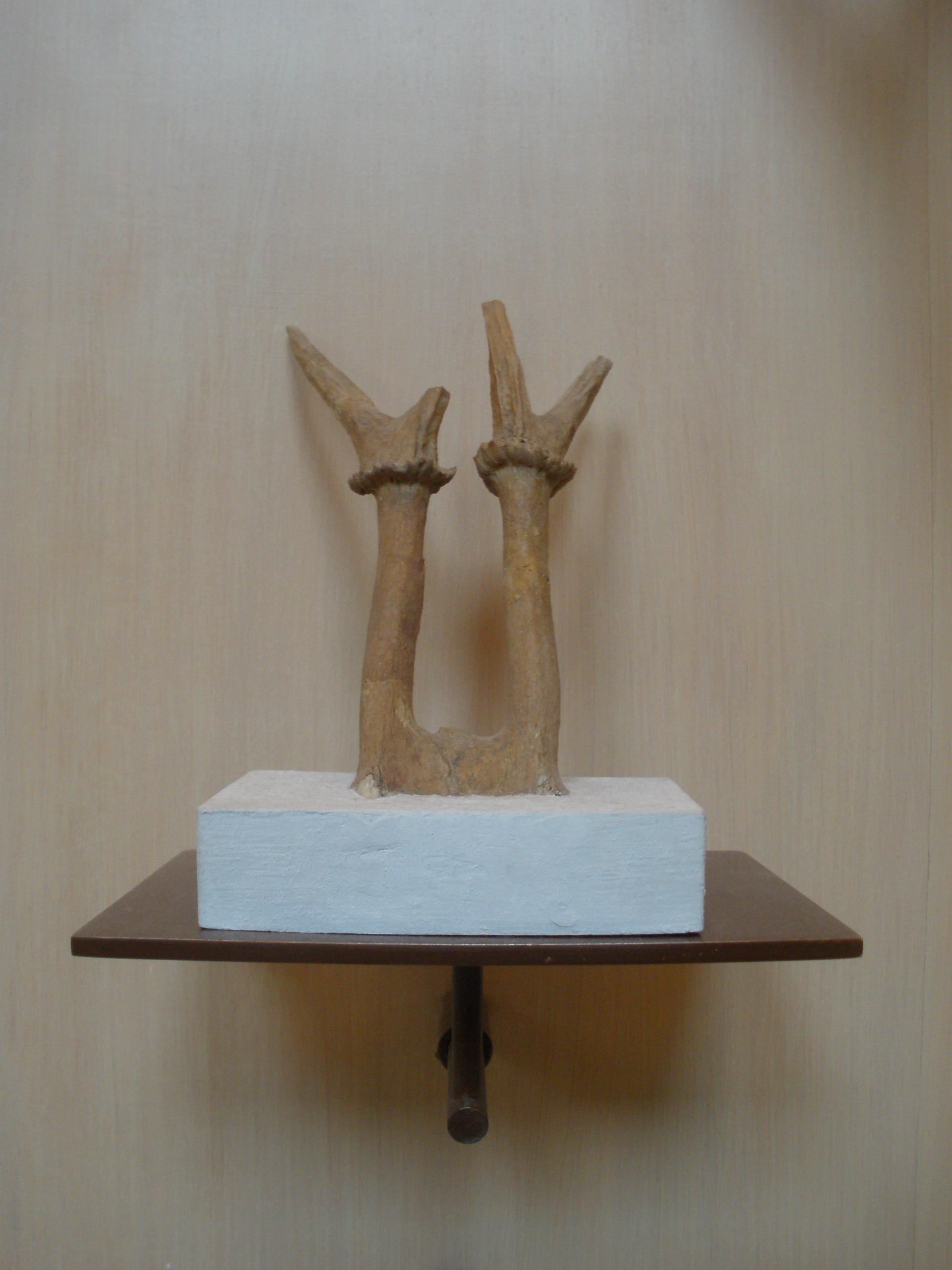
Palchi di Euprox furcatus

I primi veri cervi, del Miocene inferiore (20 milioni di anni fa), si rinvengono in Asia e in Europa. Forme come Lagomeryx, Ligeromeryx e Procervulus erano dotate di palchi estremamente semplici, e le loro dimensioni erano molto modeste.
Attraverso forme di transizione come Acteocemas e Stephanocemas, generi successivi come Dicrocerus, Heteroprox, Euprox e Amphiprox, del medio e tardo Miocene, probabilmente appartenenti alla tribù dei Muntiacini (rappresentata attualmente dai muntjak), svilupparono palchi decidui e aumentarono le dimensioni; fu solo con la comparsa dei primi rappresentanti della tribù Cervini che questi animali assunsero un aspetto simile alle specie attuali più conosciute. Un genere enigmatico del Miocene medio è Palaeoplatyceros, già dotato di larghi palchi a ventaglio.
L'eurasiatico Cervavitus, originatosi nel Miocene superiore, è un buon candidato all'origine dei cervi attuali e lo stesso genere Cervus è di poco posteriore (Pliocene inferiore, circa 5 milioni di anni fa). I daini (genere Dama) esistono dal Pleistocene inferiore (1,8 milioni di anni fa). La tribù dei cervini (apparsa dapprima con forme arcaiche come Croizetoceros) comprende anche forme estinte dai palchi eccezionalmente ramificati (Eucladoceros) e altre forme dai palchi semplici e dalle forme snelle (Metacervoceros, Pseudodama), mentre i megacerini (inizialmente noti con forme come Arvernoceros), di cui fa parte il ben noto cervo delle torbiere (Megaloceros giganteus), comprendono i più grandi cervi mai esistiti, con palchi che sfioravano i 4 metri di larghezza. Alcuni cervi megaceri raggiunsero le isole del Mediterraneo, dove diedero origine a forme nane nel corso del Pleistocene (Candiacervus).
La sottofamiglia dei capreolini (Capreolinae), che comprende i cervi americani, le alci, le renne e i caprioli, comparve nel Miocene superiore con il genere Procapreolus, affine ai caprioli attuali. In particolare si pensa che i cervidi americani si siano differenziati circa 5 milioni di anni fa nelle foreste del Nordamerica e della Siberia. Il ceppo delle alci, nel Pleistocene, attraverso Libralces diede origine al gigantesco Cervalces, mentre le renne esistono almeno dal Pleistocene inferiore in Asia, da dove migrarono in Nordamerica. Il genere canadese Torontoceros potrebbe essere stato strettamente imparentato con le renne. Il Nordamerica fu inoltre terra di conquista, qualche milione di anni prima, anche dei cosiddetti cervi americani: il genere attuale Odocoileus è conosciuto a partire dal Pliocene inferiore. Appena riformatosi, l'istmo di Panama permise il passaggio dei cervi in Sudamerica, dove proliferarono nel Pleistocene (Morenelaphus, Antifer) e sono ancora presenti con forme tipiche (Blastocerus, Ozotoceros) o aberranti (Pudu puda).

## Classificazione

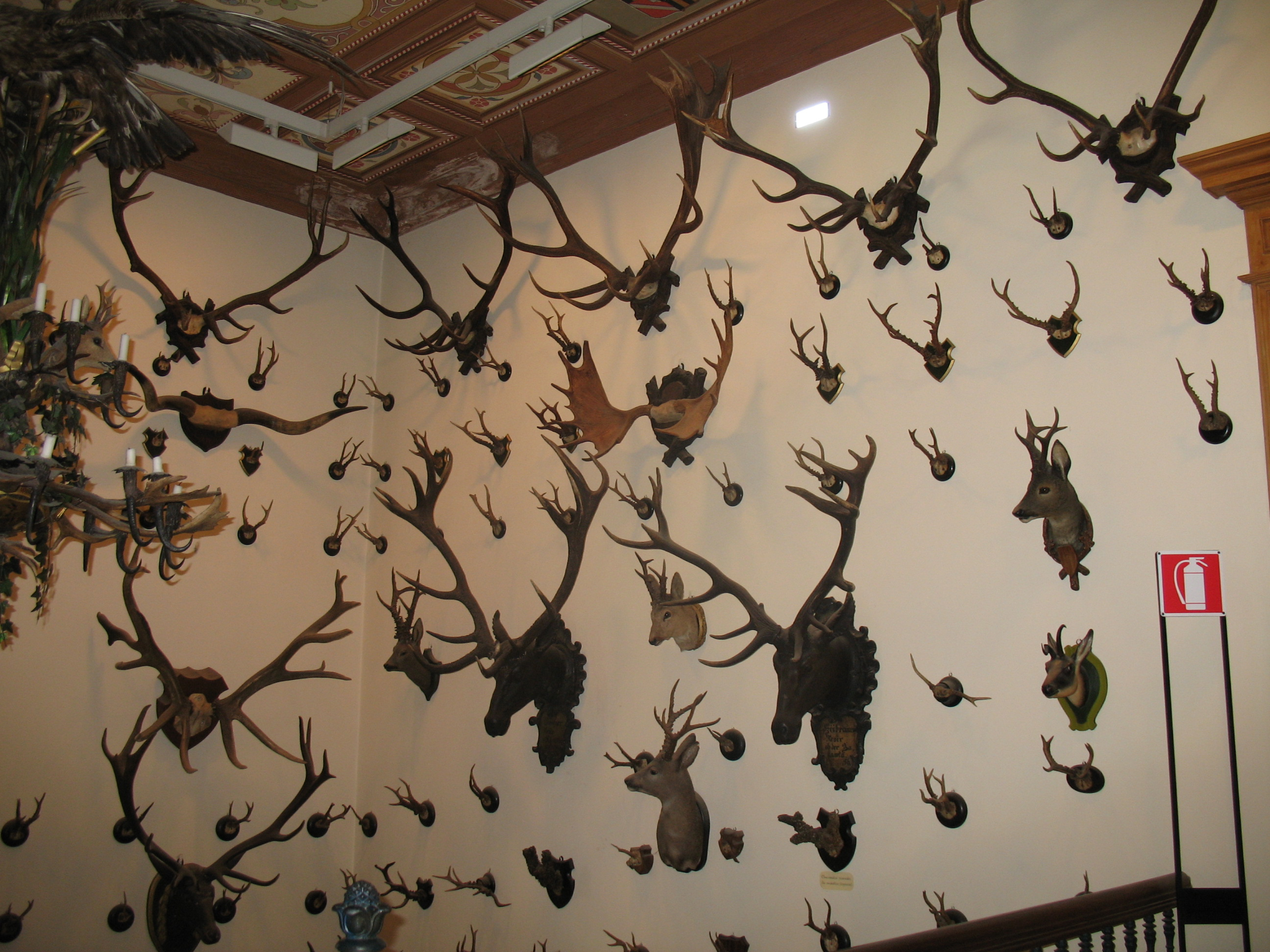
Palchi di corna di cervo al Museo regionale della fauna alpina di Gressoney-Saint-Jean

Vi sono circa 54 specie di Cervidi nel mondo (più una estintasi in epoca recente), ripartite in tre sottofamiglie:
- Sottofamiglia Capreolinae
  - Genere Alces Gray, 1821
    - Alces alces (Linnaeus, 1758) - alce

  - Genere Blastocerus Wagner, 1844
    - Blastocerus dichotomus (Illiger, 1815) - cervo delle paludi

  - Genere Capreolus Gray, 1821
    - Capreolus capreolus (Linnaeus, 1758) - capriolo
    - Capreolus pygargus (Pallas, 1771) - capriolo siberiano

  - Genere Hippocamelus Leuckart, 1816
    - Hippocamelus antisensis (d'Orbigny, 1834) - huemul del nord
    - Hippocamelus bisulcus (G. I. Molina, 1782) - huemul del sud

  - Genere Mazama Rafinesque, 1817
    - Mazama americana (Erxleben, 1777) - mazama grande
    - Mazama chunyi Hershkovitz, 1959 - mazama nano
    - Mazama gouazoubira (G. Fischer, 1814) - mazama grigio
    - Mazama jucunda O. Thomas, 1913 - mazama della Foresta Atlantica
    - Mazama nana (Hensel, 1872) - mazama piccolo
    - Mazama nemorivaga (F. Cuvier, 1817) - mazama dell'Amazzonia
    - Mazama rufina (Pucheran, 1851) - mazama piccolo rosso
    - Mazama temama (Kerr, 1792) - mazama grande del Messico

  - Genere Odocoileus Rafinesque, 1832
    - Odocoileus hemionus (Rafinesque, 1817) - cervo mulo
    - Odocoileus pandora (Merriam, 1901) - mazama dello Yucatán
    - Odocoileus virginianus (E. A. W. Zimmermann, 1780) - cervo a coda bianca

  - Genere Ozotoceros Ameghino, 1891
    - Ozotoceros bezoarticus (Linnaeus, 1758) - cervo delle pampas

  - Genere Pudu Gray, 1852
    - Pudu mephistophiles (de Winton, 1896) - pudu del nord
    - Pudu puda (G. I. Molina, 1782) - pudu del sud

  - Genere Rangifer C. H. Smith, 1827
    - Rangifer tarandus (Linnaeus, 1758) - renna
- Sottofamiglia Cervinae
  - Genere Axis C. H. Smith, 1827
    - Axis axis (Erxleben, 1777) - cervo pomellato
    - Axis calamianensis (Heude, 1888) - cervo delle Calamian
    - Axis kuhlii (Temminck, 1836) - cervo di Bawean
    - Axis porcinus (E. A. W. Zimmermann, 1780) - cervo porcino

  - Genere Cervus Linnaeus, 1758
    - Cervus albirostris Przewalski, 1883 - cervo a labbra bianche
    - Cervus canadensis Erxleben, 1777 - wapiti
    - Cervus elaphus Linnaeus, 1758 - cervo nobile
    - Cervus hanglu J. A. Wagner, 1844 - cervo dell'Asia centrale
    - Cervus nippon Temminck, 1838 - sika

  - Genere Dama Frisch, 1775
    - Dama dama (Linnaeus, 1758) - daino
    - Dama mesopotamica (Brooke, 1875) - daino persiano

  - Genere Elaphodus Milne-Edwards, 1872
    - Elaphodus cephalophus Milne-Edwards, 1872 - elafodo cefalofo

  - Genere Elaphurus Milne-Edwards, 1866
    - Elaphurus davidianus Milne-Edwards, 1866 - cervo di padre David

  - Genere Muntiacus Rafinesque, 1815
    - Muntiacus atherodes Groves e Grubb, 1982 - muntjak del Borneo
    - Muntiacus crinifrons (W. L. Sclater, 1885) - muntjak nero
    - Muntiacus feae (O. Thomas e Doria, 1889) - muntjak del Tenasserim
    - Muntiacus gongshanensis Ma Shilai in Ma Shilai, Wang Yingxiang e Shi Liming, 1990 - muntjak del Gongshan
    - Muntiacus malabaricus Lydekker, 1915 - muntjak del Malabar
    - Muntiacus muntjak (E. A. W. Zimmermann, 1780) - muntjak di Giava
    - Muntiacus puhoatensis Le Trong Trai in Binh Chau, 1997 - muntjak del Vietnam
    - Muntiacus putaoensis Amato, Egan e Rabinowitz, 1999 - muntjak della Birmania
    - Muntiacus reevesi (Ogilby, 1839) - muntjak della Cina
    - Muntiacus rooseveltorum Osgood, 1932 - muntjak di Roosevelt
    - Muntiacus truongsonensis (Giao, Tuoc, Eric, Dung et al. in Ha, 1997) - muntjak dell'Annam
    - Muntiacus vaginalis (Boddaert, 1785) - muntjak dell'India settentrionale
    - Muntiacus vuquangensis (Do Tuoc, Vu Van Dung, Dawson, Arctander e Mackinnon, 1994) - muntjak gigante

  - Genere Rucervus Hodgson, 1838
    - Rucervus duvaucelii (G. Cuvier, 1823) - barasinga
    - Rucervus eldii (McClelland, 1842) - tameng
    - Rucervus schomburgki Blyth, 1863 - cervo di Schomburgk

  - Genere Rusa C. H. Smith, 1827
    - Rusa alfredi (P. L. Sclater, 1870) - cervo del Principe Alfredo
    - Rusa marianna (Desmarest, 1822) - cervo delle Filippine
    - Rusa timorensis (de Blainville, 1822) - sambar dalla criniera
    - Rusa unicolor (Kerr, 1792) - sambar
- Sottofamiglia Hydropotinae
  - Genere Hydropotes Swinhoe, 1870
    - Hydropotes inermis Swinhoe, 1870 - cervo inerme

## Cucina
Sebbene non siano facilmente addomesticabili come ovini, caprini, suini e bovini, i rapporti tra persone e cervi sono molto antichi e antico è il loro uso in gastronomia. Il cervo ha avuto per molto tempo una grande importanza economica per gli esseri umani grazie al gusto della sua carne, che è considerata squisita da cuochi rinomati e buongustai. La carne dei cervi è la principale ragione per cui sono cacciati e allevati.